# Генрихівка (Житомирський район)
Генрихівка (рос. Генриховка, пол. Henrykówka, Henrychówka) — колишній хутір в Улянівській сільській раді Житомирського району Житомирської області Української РСР. До 1939 року — колонія.

## Населення
Наприкінці 19 століття в поселенні налічувалося 115 мешканців, дворів — 20, у 1906 році — 117 мешканців, дворів — 20, у 1923 році — 348 мешканців, дворів — 56.

## Історія
Наприкінці 19 століття — село Троянівської волості Житомирського повіту Волинської губернії, за 27 верст від Житомира.
У 1906 році — хутір Троянівської волості (6-го стану) Житомирського повіту Волинської губернії. Відстань до губернського центру, м. Житомир, становила 27 верст, до волосного центру містечка Троянів — 21 версту. Поштове відділення — Житомир.
У 1923 році — колонія, включена до складу новоствореної Улянівської сільської ради, яка 7 березня 1923 року увійшла до складу новоутвореного Троянівського району Житомирської (згодом — Волинська) округи. Розміщувалася за 27 верст від районного центру міст. Троянів та за 1,5 версти від центру сільської ради с. Улянівка. 1 вересня 1925 року, в складі сільської ради, передана до новоствореного Довбишського (згодом — Мархлевський) району, 17 жовтня 1935 року — до складу Житомирської міської ради Київської області, 14 травня 1939 року — до складу новоутвореного Житомирського району Житомирської області. У 1939 році віднесена до категорії хуторів.
Виключений з обліку населених пунктів до 1 вересня 1946 року.